# Timothy Goes to School
Timothy Goes to School (Pt-BR: Timothy Vai à Escola) é uma série de desenho animado canadense-hong-konguesa-estadunidense produzida em 2000 pela Nelvana, Big Bang Digital Studios, Hong Ying Animation, Silver Lining Productions e PBS Kids, baseado no livro Timothy goes to School de Rosemary Wells. 

## Sinopse
O desenho segue a história de Timothy, um guaxinim, de cinco anos, que está prestes a viver seu primeiro ano escolar (mas sente-se bastante ansioso) e a entrar na Escola do Morro; já o Ônibus Escolar sempre vai pegar os alunos em sua casa para a Escola do Morro. 
Timothy já conhecia a Doris, mas ele odiava muito dela; um outro guaxinim, chamado Claude, foi visto no primeiro episódio da série, na qual vestia uma "Roupa de Festa", o que fez com que Timothy quisesse ser igual a ele. 

## Personagens
- Timothy - Um guaxinim de 5 anos. Ele é muito divertido, simpático e muito amigável. Ele adora brincar de foguete, com seu amigo Charles, e gosta muito de Yoko. Além de sempre estar disposto a ajudar. Ele usa uma camisa listrada azul e branca, embora tenha usado um macacão azul no primeiro dia de aula e uma jaqueta vermelha no segundo dia.
- Yoko - Uma gata simpática e divertida. Descendente de japonesas, Yoko é violinista; ela ama principalmente flores de cerejeira e gosta de sushi e de fazer origamis e sempre gosta de brincar com Timothy.
- Claude - Um guaxinim como Timothy. Apesar de não ser muito simpático e de algumas vezes ser meio rude, mas é muito bom em tudo que faz, além de ser um ótimo aluno; e, apesar de aparentemente bem mal-humorado (em muitos episódios), Claude é bastante amigável.
- Frank #1 e Frank #2 - São dois irmãos gêmeos cachorros filhotes. Eles são bastante brincalhões, e não podem ficar Separados. Além de serem ótimos jogadores de Futebol, e só pensam em futebol o tempo todo.
- Lilly - Uma raposa, que é bastante esquecida,pois esquece muitos pertences ou de fazer as coisas,porém ela é muito amigável, simpática e divertida. Ela detesta mostarda e hortelã. Sua melhor amiga é Nora.
- Dóris - Uma castor, Ela diz coisas que podem magoar as pessoas, mas ela é muito amiga, divertida e todos gostam dela. Ela gosta de gritar muito,mas não deixa de ser simpática.
- Fritz - Um texugo, ele é grande amigo de Timothy. Ele adora Foguetes, e tudo mais. Porém está sempre fazendo bagunça. Sua mãe tem uma queda pra bagunça também. Na segunda temporada, ele muda de cidade, e todos fazem umas lembranças para ele lembrar delas.
- Nora - Uma rata bem pequena. Nora é muito amigável; tem um irmão mais novo (Jack) e uma irmã mais velha (Kate). No entanto, tem muitos ciúmes pela atenção que seus pais dão a Nora. Além disso, ela odeia mudanças. Tem uma iguana de estimação e ama brincar com Doris e Lilly, sua melhor amiga.
- Charles - Um rato bem pequeno como Nora. Charles é tímido, o que muitas vezes costuma atrapalhar, mas ele é muito amigo de Timothy e sempre perde mais sua timidez, fazendo dele bem popular. Ele ama desenhar.
- Grace - Uma gata, que ama dançar ballet. Muitas vezes ela também costuma ser meio rude, como Claude, mas é bastante simpática e ama se divertir.
- Juanita - Uma gata mexicana que aparece exclusivamente no episódio final da 2ª e última temporada, Mama Don't Go / Making New Friends. Ao se tornar nova aluna da escola, ela fica muito nervosa, ansiosa e se sente insegura sem a mãe, mas acaba vencendo seus medos. Enxerga o melhor das pessoas, como faz Yoko. Tem uma boneca chamada María e um gecko chamado Pablo.

### Adultos
- Professora Jenkins - Uma raposa e a professora da turma, sendo bem paciente e amorosa. Seu nome fora Miss Abercrombie até se casar com o Sr. Jenkins, segundo o episódio Just in Time. Uma boa pianista e uma cantora, tem como hobby observar pássaros. Usa um casaco verde sobre um vestido roxo e um par de óculos com aros vermelhos.
- Henry - Um castor alegre, simpático e muito amigo das crianças, que é motorista do ônibus escolar e zelador da escola. Ele usa um uniforme azul e já foi aluno da Sra. Jenkins na infância, quando ela se chamava Sra. Abercrombie. Apesar de sua aparência, ele não é tão velho. Em Just in Time, ele conta que frequentou o jardim de infância 25 anos atrás, visto que ele tem hoje 30 anos.
- Sra. Appleberry - Uma gambá e a professora reserva da Hilltop School; é muito alegre e às vezes é vista junto com a Sra. Jenkins, principalmente em viagens escolares. Usa, geralmente, um vestido azul. Em Get Well Soon, quando a Sra. Jenkins torce o braço, Appleberry a substitui.
- Sra. Lightfoot - Uma rata bibliotecária que dá às crianças seus primeiros cartões de biblioteca. Exclusivamente aparece em Read Me a Story.
- Big Frank - Um buldogue francês e o pai dos gêmeos Frank. Ele usa um tom de voz cortês e é muito gentil, um ótimo pai e sempre encoraja seus filhos. Ele é bom em consertar coisas, como em Red Thunder, onde repara a bicicleta de Timothy. Ele também ajuda os Franks a consertar o taketombo de Yoko depois que eles acidentalmente o quebram. Ele veste uma camisa azul de negócios.

## Transmissão
Timothy Goes to School foi transmitido nos Estados Unidos nos canais PBS Kids. No Canadá, a série foi ao ar nas estações TVO Kids. Este programa vai ao ar na TVO Kids no Canadá, e também no canal de TV digital do Reino Unido Tiny Pop.
Fora da América do Norte, o show foi ao ar em Israel pelo Hop! (טימותי הולך לבית הספר), no Oriente Médio pelo Almajd TV Network, e no México e na América Latina pelo ZAZ. No Brasil, foi ao ar pela TV Escola através do Bloco Zero e Seis em (Entre 07 de agosto de 2006 até 2011), TV Cultura (Entre 11 de Julho de 2005 até 25 de Janeiro de 2008) (o episódio 22 não foi ao ar na América Latina, mas foi ao ar no Brasil).

## Ligações Externas
- Timothy Goes to School. no IMDb.
- «Timothy Goes to School» (em inglês). no TV.com
- Timothy Goes to School no Common Sense Media (em inglês)